# Seven Seas (schip, 1940)
De Seven Seas was een schip dat in Nederland bekendheid heeft gekregen in de tijd dat het van 1966 tot 1970 in de Parkhaven aan de Parklaan te Rotterdam als studentenhuisvesting plaats heeft geboden aan 275 studenten, 90 van de medische faculteit en 185 van de Nederlandse Economische Hogeschool. Het had toen al een zeer gevarieerde loopbaan achter de rug: gebouwd als vrachtschip onder de naam Mormacmail en gebruikt als vliegdekschip in de Tweede Wereldoorlog onder de naam USS Long Island. Na de oorlog werd het verbouwd als passagiersschip en voer onder de naam Nelly als migrantenschip, onder de naam Seven Seas als universiteit op zee, als lijn- en als cruise schip. Nadat het in Nederland als schip voor studentenhuisvesting was gebruikt werd het uiteindelijk een hotelschip voor werknemers van de Verolme werf. Het heeft nooit onder de Nederlandse vlag op zee gevaren, maar die alleen stationair liggend gevoerd.

## Mormacmail
Het schip werd nagenoeg geheel gebouwd bij de Sun Shipbuilding & Drydock Co., in Chester, Pennsylvania. Het maakte deel uit van het Long Range Shipbuilding Program van de United States Maritime Commission (MARCOM). De Maritime Commission sloot een bouwcontract (bouwnummer 47) onder hun type C3-S-A1. Schepen met dit typenummer waren zo'n 12.193 tot 13.209 ton met een totale lengte van zo’n 150 meter. Ontworpen voor een snelheid van zo’n zestien knopen met een enkele schroef, aangedreven door een dieselmotor.
Het werd tewatergelaten op 11 januari 1940, afgebouwd, en in 1940 opgeleverd als Amerikaans vrachtschip Mormacmail voor de Moore McCormack Lines (New York) en is gaan varen voor de Moore-McCormack Lines (Mooremack). Het was gesponsored door Miss Diane B. Holt, de 16-jarige dochter van Mr. George L. Holt, vice president van Mooremack. Het maakte een paar reizen naar de oostkust van Zuid-Amerika

## USS Long Island

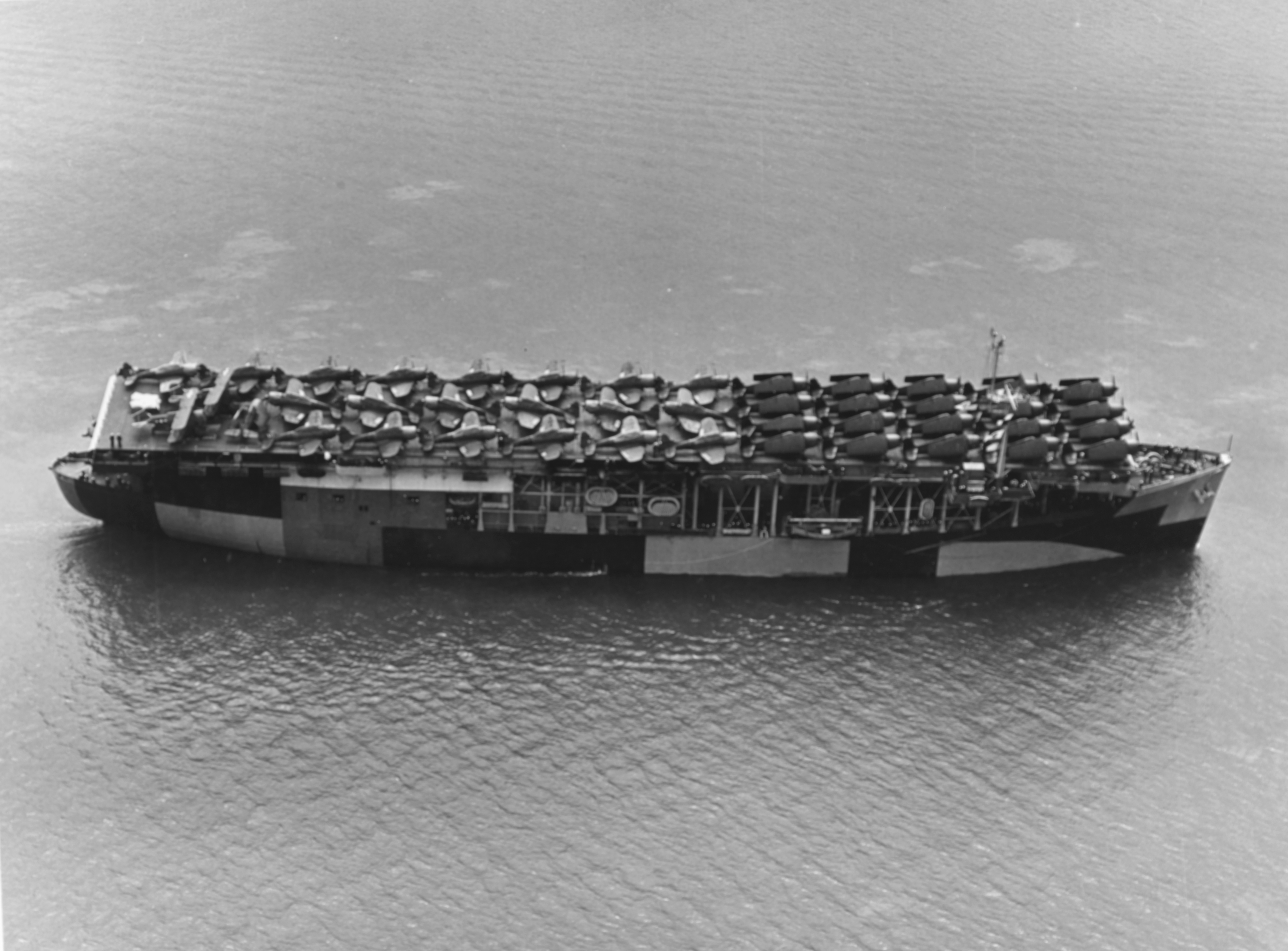
USS Long Island in San Francisco Bay, California (USA), op 10 June 1944

Het schip werd al op 6 maart 1941 gevorderd door de United States Navy, omdat de United States Navy de haalbaarheid van het ombouwen van een koopvaardijschip tot vliegdekschip wilde onderzoeken. De verbouwing bestond uit het aanbrengen van een 110 meter lang vliegdek op het casco van het schip. Het werd verhaald naar de Newport News Shipbuilding & Drydock Company te Newport News, Virginia, om te worden omgebouwd tot hulpvliegkampschip als USS Long Island met de naamseinen AVP-1 (vanaf 2 juni 1940), AVG-1 (vanaf 2 juni 1941), ACV-1 (vanaf 20 augustus 1942) en CVE-1 (vanaf 15 juli 1943). Het nam deel aan vele oorlogshandelingen, waaronder de slag bij Midway en de slag om Guadalcanal.
Na de oorlog werd het het schip voor haar verdiensten niet alleen geëerd met een “Battle Star”, maar ook met een plaquette van de United States regering. Deze is altijd aan boord gebleven. Het schip werd 26 maart 1945 buiten dienst gesteld en maart 1946 opgelegd met veel andere schepen van de C klasse.

## Nelly
12 maart 1948 werd het schip op een veiling gekocht door de Caribbean Land & Shipping Co (Canada-Europe Line) als vrachtschip. Februari 1949 werd het omgedoopt tot Nelly, onder de Panamese vlag gebracht en stak het de oceaan over. In La Spezia in Italië werd het weer uitgebreid verbouwd tot emigrantenschip voor de vaart op Australië. Het kreeg in zeer eenvoudige slaapzalen en enkele tweepersoons- en vierpersoonshutten zo'n 1.300 slaapplaatsen. Verder kreeg het schip twee eetzalen met lange tafels en een aantal dagverblijven. In juni 1949 vertrok het voor haar eerste reis van Napels via het Suezkanaal en Fremantle naar Melbourne, waar zij op 17 juli 1949 aankwam. Pas op de derde reis arriveerde zij op 15 januari 1950 in Sydney, waarna het schip in april, juli, oktober en februari 1951 als troepentransportschip 4 reizen met Nederlandse militairen maakte van Nederlands-Indië naar Nederland.
Het schip maakte 30 oktober 1951 ook de eerste transatlantische reis waarbij het Europese vluchtelingen van Bremen naar Quebec in Canada bracht. Het zijn niet zo veel reizen geweest.
Voor de Nelly werd op 29 augustus 1952 een overeenkomst gesloten waarbij Duitse emigranten vanuit Bremen naar Australië werden gebracht. Onder gezag van kapitein Tallak Nilsen vertrok het schip in oktober 1952 en voer via Dover (Engeland), Santa Cruz (Tenerife), Las Palmas (Canarische Eilanden), Kaapstad (Zuid-Afrika), Fremantle (port of Perth - West Australië), en kwam op 5 december 1952 in Melbourne (Victoria) aan. Deze reis van Bremen naar Australië heeft ze regelmatig gemaakt.
In januari 1953 vertrok de Nelly voor de laatste keer uit Bremen naar Melbourne, waar ze 24 februari 1953 aankwam. Na drie dagen vertrok het schip daar weer voor de terugreis. Na aankomst in Bremen werd het verkocht aan University of the Seven Seas, uit de dienstregeling gehaald en op de werf werden de dekken naar voren en naar achteren verlengd. Daarmee werden de brug en de bovenbouw sterk vergroot tot een behoorlijk stijlvol ogend passagiersschip. De extra ruimte maakte meer openbare ruimtes en nieuwe accommodaties mogelijk. Het werd zo een luxe tweeklasse passagiersschip met een accommodatie in "Pent House"-stijl voor slechts 20 First Class-passagiers die zo comfortabel en in stijl reisden, en 987 Tourist Class-passagiers met de meest elementaire accommodaties, meestal slaapzalen met slechts een paar hutten met twee bedden die ook konden worden verkocht als hutten met drie of vier bedden. Er waren twee eetzalen met lange tafels met meerdere zitplaatsen, en verschillende lounges, een grote lounge, een bar en verschillende andere openbare gelegenheden. Er was voldoende dekruimte voor dagactiviteiten. Het schip kon daarmee zowel migranten- als reguliere passagiersdiensten uitvoeren.
Het kreeg ook een nieuwe naam: Seven Seas.

## Seven Seas

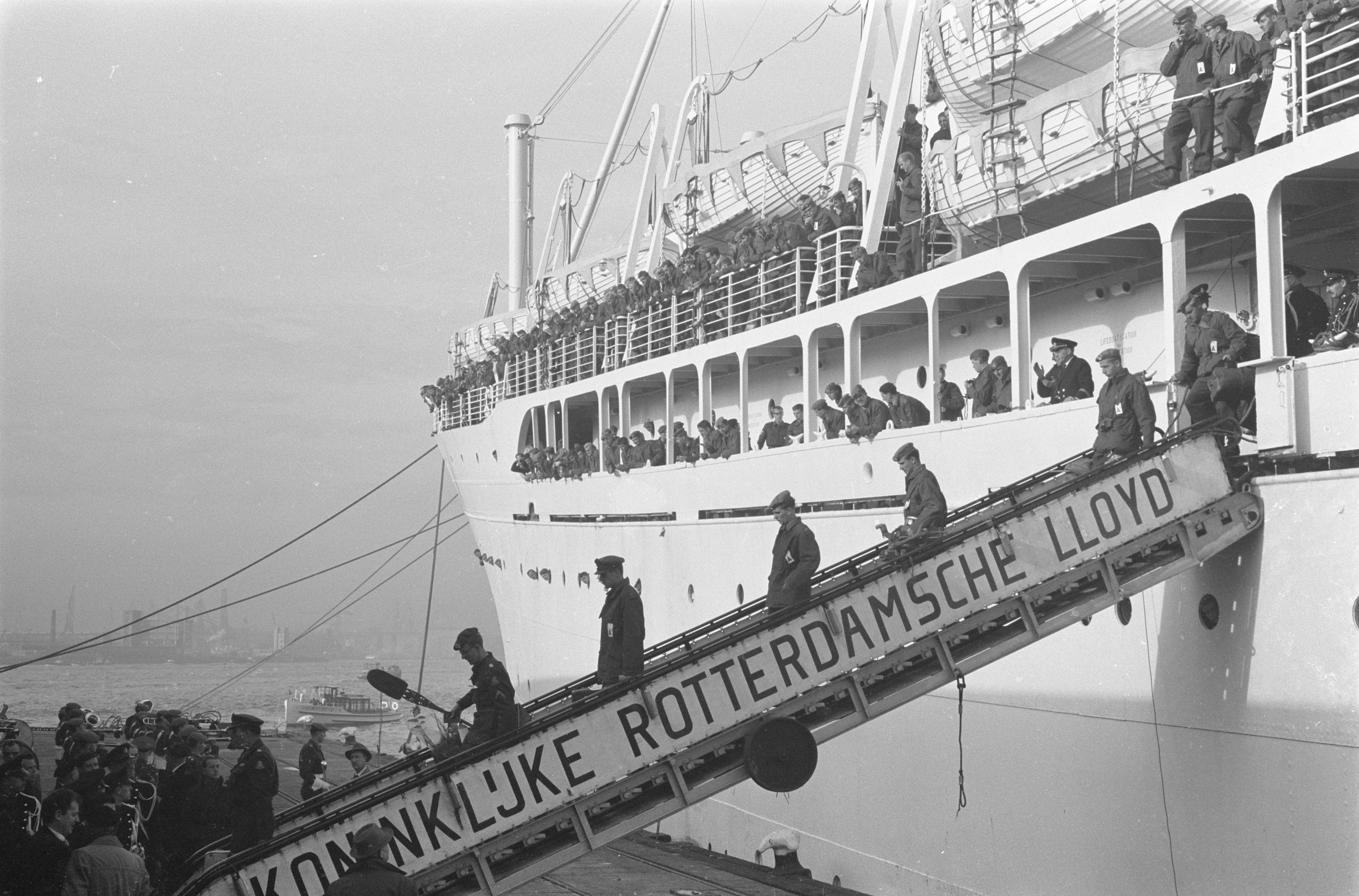
5 november 1962 Troepentransportschip de Seven Seas met militairen terug uit Nieuw-Guinea in Rotterdam

Het verbouwde schip vertrok op 9 mei 1953 vanuit Bremerhaven voor haar allereerste reis, via het Suezkanaal en Fremantle naar Australië. Daar kwam het op 12 juni in Melbourne aan. Bij terugkeer in Duitsland werd ze gecharterd door de Europa-Canada-lijn, die gezamenlijk eigendom was van de Holland-Amerika Lijn en de Koninklijke Rotterdamsche Lloyd. Deze lijn werd opgericht om goedkope studenten-/migrantenreizen naar Canada te organiseren via Le Havre, Southampton naar Quebec en Montréal. Daarbij deed ze ook af en toe ook New York aan. Onder deze vlag maakte het schip in het seizoen regelmatig studentenreizen naar Noord-Amerika en andere trans-Atlantische reizen. Een andere reis was een die op 24 oktober 1954 uit Bremerhaven vertrok en op 26 november 1954 in Melbourne aankwam.
Sinds 1949 was het schip in Panama geregistreerd. In 1954 werd de Panamese werkmaatschappij van het Noorse Gotaas door het Zweeds Salèn overgenomen. Haar naam bleef “Seven Seas”. In 1955 ging ze in charter bij de Europa Kanada Linie. Maar tegen het einde van 1955 wilde de lijn de dienst opheffen en in 1956 werd de Linie overgenomen door de H.A.L. en K.R.L. (nog steeds onder management van de Holland Amerika Lijn) overgenomen en geregistreerd in West-Duitsland. Daarmee startte het een dienst tussen Bremerhaven en Montréal. Ze werd nu vooral gebruikt op de Trans Atlantic-dienst tot 1960, voor zowel reguliere passagiersdiensten als studentenreizen. Maar op 30 oktober 1960 vertrok ze onder charter van de Royal Rotterdam Lloyd, uit Southampton voor een speciale reis naar Australië en Nieuw-Zeeland en bij haar terugkeer naar Europa hervatte ze haar reguliere dienst van Bremerhaven naar New York.
Begin 1962 werd het schip tijdelijk opgelegd in Bremerhaven.
In 1963 deed de Rotterdamse Lloyd haar aandelen in De Europa Kanada Linie over aan de HAL en kwam het in april 1963 weer in de vaart.

### Als varende universiteit
Bijna 100 jaar geleden werd het idee voor een drijvende universiteit die de wereld zou rondreizen het hartstochtelijke streven van James Edwin Lough, een professor psychologie aan de New York University. Hij geloofde dat er veranderingen moesten worden aangebracht in de traditionele onderwijsmethoden van Amerikaanse universiteiten en werd al snel een leider in een nieuwe onderwijsbeweging. Reizen en ervaringen uit de eerste hand, vond hij, moeten deel uitmaken van de opleiding van elke geleerde en hij ging op zoek naar anderen die deze visie deelden
Ondanks de tegenslag leidde Lough's oorspronkelijke visie uiteindelijk tot de succesvolle eerste reis van de Ryndam op 18 september 1926. Vertrekkend uit Hoboken, New Jersey, met een capaciteit van 504 studenten en een faculteit en administratief personeel van 63, zeilde Lough als Dean en Raises geserveerd als Reisleider. Omdat het programma niet langer door één enkele school werd gesponsord, wilden hogescholen en universiteiten graag meedoen en stroomden de aanmeldingen binnen. De studenten, die 143 hogescholen vertegenwoordigden, kwamen uit 40 staten en uit Canada, Cuba en Hawaï. Tijdens de reis van 7 1/2 maand legde het schip 41.000 mijl af en bezocht 35 landen en meer dan 90 steden, waaronder Shanghai, Hong Kong, Manilla, Bangkok, Colombo, Bombay, Haifa, Venetië, Gibraltar, Lissabon en Oslo.
Hoewel de reis een groot succes was, kreeg het concept van onderwijs aan boord pas in de jaren zestig volledig ingang toen het werd herrezen als de "University of the Seven Seas" door een visionaire Californische zakenman genaamd Bill Hughes. In februari 1963 werd een chartercontract getekend met de Holland America Line, dezelfde rederij die de eerste Ryndam had geleverd en begonnen de voorbereidingen voor de oprichting van de universiteit aan boord van de Seven Seas
Na New York charterde het Chapman College het schip voor een reeks studiecruises voor hun "University of the Seven Seas". Bij die reizen werden verschillende landen bezocht. Na dit chartercontract voer het schip door naar Amsterdam, waar het opnieuw door Holland America Line werd overgenomen voor een reis naar Australië. Het vertrok uit Amsterdam in maart 1964 via Fremantle op 28 april en weer via Melbourne naar Sydney. Op 6 mei uit Sydney en via Nieuw-Zeeland, de Stille Oceaan, het Panamakanaal naar New York. Vanuit New York voer ze daarna weer een seizoen als drijvende universiteit.
Ze was gecharterd om te opereren als een Amerikaanse drijvende universiteit, dus de Seven Seas vertrok op donderdag 10 februari 1966 uit Los Angeles en helaas zou dit ook haar allerlaatste reis naar Australië zijn. Varend via de Pacifische eilanden en Nieuw-Zeeland arriveerde ze op dinsdag 8 maart 1966 in Sydney, waar ze twee nachten bleef en op 9 maart vertrok; ze ging vervolgens naar het zuiden en westen naar Fremantle en voer via India naar het Midden-Oosten naar enkele Europese havens en vervolgens keerde de Seven Seas terug naar New York. Nadat ze was teruggekeerd naar New York van haar universitaire wereldreis, begon de Seven Seas weer aan een seizoen van trans-Atlantische diensten met 275 studenten en 38 faculteitsmedewerkers, op 22 oktober 1964.
De "Seven Seas" raakte op zaterdag 17 juli 1965 stuurloos door brand in de machinekamer op 48.33 NB en 39.15 WL. op ongeveer 500 mijl van St. John's Newfoundland's, Canada. Het schip dreef hopeloos op zee zonder stroom, en de kapitein stuurde snel een brief aan alle passagiers in het Engels en Duits om hen te verzekeren dat hulp nabij was, want er was een oproep uitgegaan en de Nederlandse oceaansleepboot "Ierse Zee" ( ex “Zwarte Zee”) van L. Smit & Co en ook de "Absecon" van de US Costguard kwam al snel te hulp. De sleepboot, die al op zee was en dichtbij was, bereikte de getroffen voering op maandag 19 juli en begon langzaam te slepen, waarna het kustwachtschip arriveerde, wat de sleepsnelheid verbeterde die op vrijdag 23 juli bij St. John's , New Foundland, arriveerde. De passagiers gingen van boord en werden overgebracht naar hun bestemming, New York. De machine schade werd in Halifax in ruim een half jaar gerepareerd.
In 1966 verruilde de Holland America Line de oude Seven Seas voor een nieuw schip genaamd de Ryndam, dezelfde naam als het schip van de oorspronkelijke drijvende universiteit. Het schip werd met behoud van naam, in september 1966 verkocht aan de Stichting Studentenhuisvesting te Rotterdam als drijvend studentenonderkomen.
Hoewel de University of the Seven Seas door de staat Californië was gemachtigd om transcripties uit te geven en diploma's uit te reiken, werd ze nooit volledig geaccrediteerd door de Western Association of Schools and Colleges. Dit weerhield het ervan studenten te verzekeren dat hun studiepunten overdraagbaar zouden zijn naar, of zelfs erkend zouden worden door, een andere school. Dus in 1965 besloot Hughes zich aan te sluiten bij Chapman College in Orange, Californië, dat het programma van academische referenties en het nieuwe leven voorzag, dat het nodig had als World Campus Afloat

### Als studentenschip
Het Nederlands Tijdschrift voor Geneeskunde van 30 juli 1966 schreef dat de Commissie Voorbereiding Medische Faculteit Rotterdam het plan had het ms. Seven Seas van de Europa-Canada-Linie (een dochtermaatschappij van de Holland-Amerika Lijn) door de Stichting Studenten Huisvesting Rotterdam te laten kopen, ten einde dienst te doen als huisvestingsschip zowel voor medische studenten (die een zekere prioriteit zouden genieten) als voor de studenten van de Nederlandse Economische Hogeschool. Naast goede hutten zou het voor de in totaal circa 275 studenten, 90 van de medische faculteit en 185 van de economische hogeschool, ook recreatieve ruimtes bieden en zou het schip gedeeltelijk tevens worden gebruikt voor colleges en werkgroepen.
Door een ligplaats in de Parkhaven zou het in de onmiddellijke nabijheid van zowel het Provisorium van de Medische Faculteit, het toen nog toekomstige Academisch Ziekenhuis Dijkzigt, als het nieuwe medische complex komen te liggen. Ook ten aanzien van de toenmalige behuizing van de Nederlandse Economische Hogeschool zou de ligplaats gunstig zijn.
De koop ging door en de eerste studenten werden 1 november 1966 aan boord verwacht. Maar de Seven Seas werd pas op 16 november 1966 in de Parkhaven te Rotterdam afgemeerd om dienst te doen als hotelschip voor de Stichting Studentenhuisvesting Rotterdam Het werd later, omdat de leverancier van de verwarmingsinstallatie het had laten afweten. Vier jaar lang woonden er zo’n 260 studenten, enkele docenten en wat handige jongens die het onderhoud deden. Aan boord waren studiezalen, twee bars, een zonnedek en zwembad bovenop. Koken mocht niet in hun eigen hut, dus was er een mensa, een soort eetzaal.

### Als Verolme Hotel
In het begin 1970 besloot de stichting het schip te verkopen. Het werd in februari 1971 verkocht aan Verolme Dok– en Scheepsbouw Maatschappij N.V. te Rozenburg die het op dezelfde ligplaats in gebruik nam als accommodatieschip voor zo'n 500 voornamelijk Joegoslavische gastarbeiders. De directeur van de stichting, noch Verolme wilde zich uitlaten over de prijs, die voor het oude schip werd betaald. De Seven Seas was vier jaar daarvoor voor ongeveer anderhalf miljoen gulden gekocht. Het grootste gedeelte van de studentenbevolking was op dat moment al van het schip vertrokken, er woonden nog slechts 62 studenten op. Er werden enkele veranderingen in de accommodatie aangebracht, geheel in overeenstemming met de wensen van de Joegoslaven. De mogelijkheid om in eigen keukens door Joegoslaviseh personeel aan de nationale smaak aangepaste maaltijden te bereiden, bleek erg aantrekkelijk te zijn. De Seven Seas mocht tot 1 juli 1970 in de Parkhaven in Rotterdam blijven liggen. Toen de Seven Seas, waarop ook „Verolme Hotel" was geschilderd, uit de Parkhaven vertrok kreeg de binnenvaart de opengevallen plaats weer terug.

## Sloop
Scheepssloperij Gebroeders Van Heyghen in Gent, België, kocht het schip in april 1977 voor de sloop. De sleepboot “Jerôme Letzer” vertrok 4 mei 1977 met de Seaven Seas op sleep naar Gent, waar de schepen de volgende dag aankwamen.